# André de Chastenet de la Ferrière
 (août 2010).
Si vous disposez d'ouvrages ou d'articles de référence ou si vous connaissez des sites web de qualité traitant du thème abordé ici, merci de compléter l'article en donnant les références utiles à sa vérifiabilité et en les liant à la section « Notes et références ».
 (août 2010).
Pour les articles homonymes, voir Chastenet et Ferrière.
André de Chastenet de la Ferrière, né le 18 mars 1879 à Bayonne et mort en 13 janvier 1961 à Tourouvre, est un sculpteur français.

## Biographie
André de Chastenet de la Ferrière est né le 18 mars 1879 à Bayonne de parents inconnus. C’est la sage-femme Jeanne Rose Darricau qui l’a déclaré sous le patronyme de Louis-Henri-André.
Le 28 mai de l’année suivante, une certaine Julie Pinsart, qui demeurait à Talence, près de Bordeaux, se présente devant l’officier d’état civil pour reconnaître cet enfant, né « hors mariage ». Le 25 octobre 1881, le comte André Léonidas Hyacinthe Honoré Henri de Chastenet de la Ferrière, percepteur à Contay, dans la région d’Amiens, le reconnaît à son tour.
Son nom légitime devient alors André de Chastenet de la Ferrière. On ne sait pas grand-chose aujourd’hui, de son enfance et de ses études qu’il suivit honorablement à Paris au lycée Janson-de-Sailly. On n’ignore pas cependant les deux grandes collaborations qui influencèrent indéniablement sa progression artistique : les sculpteurs Louis Ernest Barrias et Alfred Lenoir qui furent ses véritables maîtres auquel il consacra sa vie entière.
C’est dans un précieux carnet de croquis, son compagnon d’un voyage estival à Ostende, qu’en juillet et août 1894, il nous révèle combien il aimait représenter les scènes paisibles de la vie quotidienne, mettre en scène les anonymes et les « petites gens ». Dessinateur talentueux, son recueil d’esquisses ne le quittait en aucun cas. Sans relâche, l’œil pertinent, il « croquait » sur le vif les paysages serins, les bateaux, les silhouettes des gens humbles, des animaux, des métiers du monde rural et son artisanat traditionnel[réf. nécessaire].
En 1897, ses deux parents décèdent simultanément. Profondément meurtri, ce jeune artiste orphelin, qui n’a que 18 ans, reprend burin, crayons et fusains pour parfaire la technique de son art quand survient son départ au service militaire. Ainsi, de 1900 à 1903, il s’éloigne de son atelier, de ses maîtres, de ses amis poètes, des écrivains, peintres et sculpteurs de Montparnasse prolifique en talents artistiques. En 1904, enfin libéré de ses obligations militaires, André de Chastenet va enfin pouvoir se consacrer à son art.
Il sera, dès cette année, admis à exposer au Salon de la Société nationale des beaux-arts, qu’il honorera fidèlement de ses œuvres jusqu’en 1937 aux côtés de certains des plus grands tels que Bourdelle, Rodin ou Maillol.
De nombreuses célébrités de l’époque, qu’il côtoie dans les hautes sphères artistiques et culturelles (l’Académie française, les Parnassiens), font appel au sculpteur pour fixer à jamais leurs traits dans la matière dure (Gauthier-Ferrières, Albert Sorel, François Coppée – place André-Tardieu à Paris, –, Louis Welden Hawkins, Roger Reboussin, Hans Eckegardh, Léon Leclerc…).
André de Chastenet fait construire un petit immeuble qui abritera son atelier au 3 de la rue Victor-Schœlcher, face au cimetière du Montparnasse. Il se marie avec Berthe-Marie Morineau.